# روز گراندهاگ (فیلم)
روز گراندهاگ (به انگلیسی: Groundhog Day) یا روز موش خرما فیلمی کمدی به کارگردانی هارولد ریمیس و بازی بیل مری و اندی مک‌داول محصول سال ۱۹۹۳ است. داستان این فیلم بر اساس داستانی توسط دنی روبین، توسط ریمیس و روبین نوشته شده بود.
این فیلم برنده جایزه بفتای بهترین فیلمنامه غیر اقتباسی شده‌است.

## خلاصه داستان

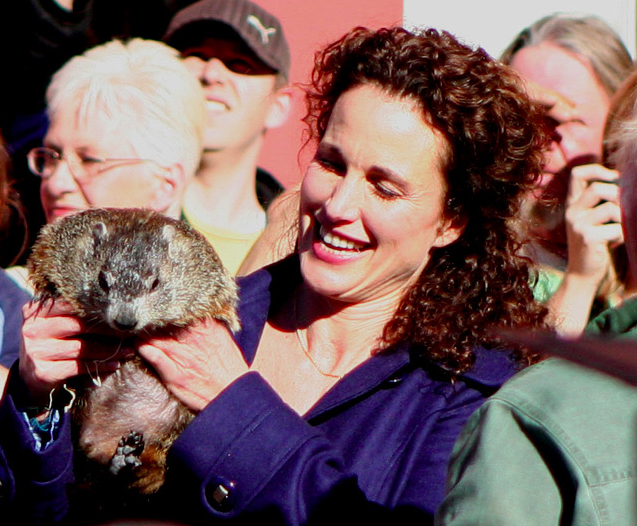
یک رویداد رسانه ای! اندی مک داول با نیبلز در روز گروندهاگ 2008

این فیلم دربارهٔ یک گزارشگر عبوس هواشناسی تلویزیون است که برای تهیه گزارش روز دوم ماه فوریه یا روز گراندهاگ به همراه تهیه‌کننده و فیلمبردار به شهر کوچکی می‌روند. هر سال در این روز مردم منتظر برون آمدن موش خرمایی هستند که به آن‌ها می‌گوید آیا زمستان تمام می‌شود یا تا ۶ هفتهٔ دیگر ادامه خواهد داشت. او و گروهش مجبور می‌شوند شب را در این شهر اقامت کنند اما فردا صبح که گزارشگر از خواب بیدار می‌شود به طرز معجزه آسایی می‌بیند که در یک حلقه زمانی گیر افتاده‌است و هرروز در حال سپری کردن روز گراندهاگ است و این حلقه در طول فیلم ادامه دارد.

## تأثیر در فرهنگ عامه
این فیلم برنده جایزه بفتای بهترین فیلمنامه غیراقتباسی شده‌است و با بیش از ۱۰۵ میلیون دلار درآمد به یکی از پرفروش‌ترین فیلم‌های ۱۹۹۳ تبدیل شد. منتقدان به دلیل ادغام موفقیت‌آمیز فیلم در لحظات بسیار احساسی و عمیقاً بدبینانه و پیام فلسفی در زیر این کمدی بودند. همچنین به عنوان یکی از بزرگ‌ترین فیلم‌های دههٔ ۱۹۹۰ و یکی از بزرگ‌ترین فیلم‌های کمدی تاریخ شناخته می‌شود.
این فیلم همچنین تأثیر قابل توجهی بر فرهنگ عامه داشت. اصطلاح «روز گراندهاگ» (Groundhog Day) بخشی از فرهنگ لغت انگلیسی شد، به معنی وضعیت یکنواخت، ناخوشایند و تکراری.

## بازیگران
- بیل مری در نقش فیل کانور
- اندی مک‌داول در نقش ریتا هانسون
- کریس الیوت در نقش لری فیلمبردار
- استیون توبولوسکی در نقش ند رایرسون
- برایان دویل-موری در نقش بوستر گرین
- آنجلا پاتون در نقش خانم لنکستر
- ریک دوکومن در نقش گوس